# Antony Preston
Antony Preston, né le 26 février 1938 à Salford, Lancashire et mort le 25 décembre 2004 à Battersea, Londres, est un historien et rédacteur naval britannique, spécialisé dans le domaine de l’histoire navale et de la conception des navires de guerre des XIXe siècle et XXe siècle.

## Biographie
Antony Preston est né en 1938 à Salford, Lancashire. Il est le fils du 16e vicomte Gormanston et de Julia O’Mahony. Après avoir été évacué de Grande-Bretagne lors de la Seconde Guerre mondiale, il fait ses études en Afrique du Sud à la King Edward VII School, à Johannesbourg, et à l’Université du Witwatersrand. À son retour en Angleterre, il travaille quelques années au National Maritime Museum de Greenwich, avant de devenir rédacteur en chef du périodique Defence.
Au cours des années 1970, il est employé par un éditeur spécialisé, Conway Maritime Press, comme rédacteur en chef de leur revue Warship annual. Il produit également la lettre d'information spécialisée Navint. Au début des années 1990, il devient rédacteur en chef du magazine Naval Forces au sein du groupe de presse allemand Mönch. Il quitte cet emploi pour reprendre le poste de rédacteur en chef de Warships en 1996. Antony Preston vit à Londres jusqu’à sa mort en 2004. Son fils Matt Preston (né en 1961 et l’aîné des quatre enfants de Preston) devient célèbre comme juge à la télévision sur MasterChef Australia et comme critique-chroniqueur dans les journaux de Melbourne The Age et Herald Sun.

## Œuvre
Auteur prolifique de livres et d’articles, Antony Preston publie sur des sujets allant de la Révolution américaine à la marine moderne ; la bibliographie ci-dessous illustre l’étendue de son expertise. Il a écrit sur l’histoire militaire générale, ainsi que sur la plupart des aspects de l’histoire navale et des questions navales modernes. Il était un écrivain pugnace et était généralement disposé à prendre un côté d’une controverse, même dans un ouvrage de référence.